# Paris-Roubaix Femmes 2021
La 1re édition du Paris-Roubaix Femmes a lieu le 2 octobre 2021. Elle fait partie de l'UCI World Tour féminin 2021. Elle est remportée par la Britannique Elizabeth Deignan.

## Parcours
Le parcours s'élance de Denain. Trois tours d'un circuit autour de la ville sont réalisés avant de rejoindre le parcours masculin au bout de 31 km. La Trouée d'Arenberg n'est pas au programme,.

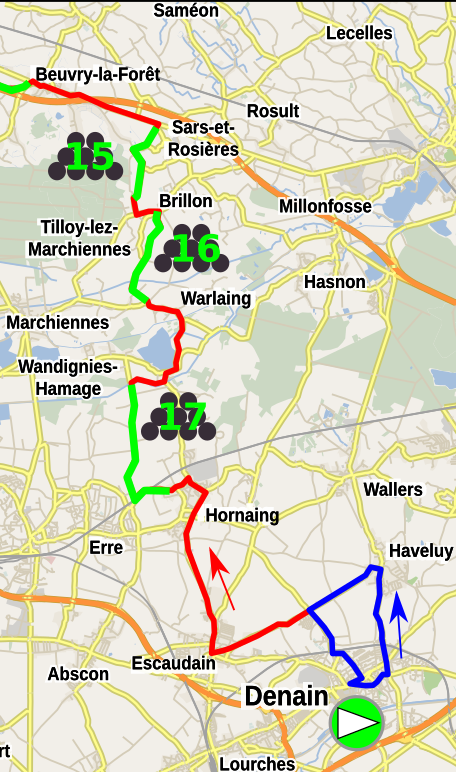
Première partie du parcours, secteurs pavés en vert.
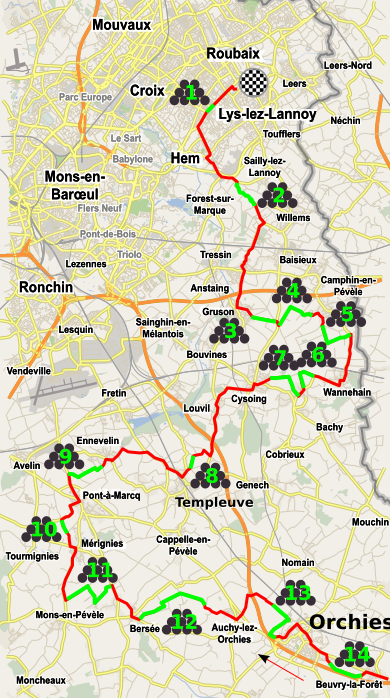
Parcours entre Orchies et Roubaix

| Secteur | Kilomètre | Localisation                              | Longueur | Difficulté |
| ------- | --------- | ----------------------------------------- | -------- | ---------- |
| 17      | 33,9      | Hornaing > Wandignies-Hamage              | 3 700 m  | 04         |
| 16      | 41,4      | Warlaing > Brillon                        | 2 400 m  | 03         |
| 15      | 44,9      | Tilloy-lez-Marchiennes > Sars-et-Rosières | 2 400 m  | 04         |
| 14      | 51,3      | Beuvry-la-Forêt > Orchies                 | 1 400 m  | 03         |
| 13      | 56,3      | Orchies                                   | 1 700 m  | 03         |
| 12      | 62,4      | Auchy-lez-Orchies > Bersée                | 2 700 m  | 04         |
| 11      | 67,8      | Mons-en-Pévèle                            | 3 000 m  | 05         |
| 10      | 73,8      | Mérignies > Avelin                        | 700 m    | 02         |
| 9       | 77,2      | Pont-Thibaut > Ennevelin                  | 1 400 m  | 03         |
| 8       | 82,6      | Templeuve - l'Épinette                    | 200 m    | 01         |
| 8       | 83,2      | Templeuve - le Moulin-de-Vertain          | 500 m    | 02         |
| 7       | 89,6      | Cysoing > Bourghelles                     | 1 300 m  | 03         |
| 6       | 92,1      | Bourghelles > Wannehain                   | 1 100 m  | 03         |
| 5       | 96,6      | Camphin-en-Pévèle                         | 1 800 m  | 04         |
| 4       | 99,3      | Carrefour de l'Arbre                      | 2 100 m  | 05         |
| 3       | 101,6     | Gruson                                    | 1 100 m  | 02         |
| 2       | 108,3     | Willems > Hem                             | 1 400 m  | 03         |
| 1       | 115       | Roubaix                                   | 300 m    | 01         |
| Total   | Total     | Total                                     | 0 m      | 0 m        |

## Équipes
| UCI Women's WorldTeams (9)- Alé BTC Ljubljana - Team BikeExchange - Canyon-SRAM Racing - Team DSM - FDJ-Nouvelle Aquitaine-Futuroscope - Liv Racing - Movistar Team - SD Worx - Trek-Segafredo Équipes féminines continentales (13)- Arkéa Pro Cycling Team - Ceratizit-WNT Pro Cycling - Hitec Products - Doltcini-Van Eyck Sport-Proximus - Drops-Le col - Jumbo-Visma - Lotto Soudal Ladies - NXTG Racing - Parkhotel Valkenburg - BePink - Stade Rochelais Charente-Maritime Women Cycling - Tibco-Silicon Valley Bank - Valcar-Travel & Service |
| |

## Favorites
Chantal van den Broek-Blaak doit emmener la formation SD Worx. Trek-Segafredo est au départ avec Elisa Longo Borghini, Ellen van Dijk et Lizzie Deignan, mais sans Lucinda Brand qui se concentre sur le cyclo-cross. Lotte Kopecky est une autre prétendante à la victoire. Marianne Vos avec ses qualités en cyclo-cross peut également s'imposer, tout comme Lorena Wiebes, Emma Norsgaard Jørgensen ou la championne du monde Elisa Balsamo.

## Déroulement de la course
La météo est clémente, mais la pluie des jours précédents a rendu les secteurs pavés extrêmement boueux. La première échappée est constituée d'Emilie Moberg et Nicole Steigenga. Leur avance culmine à vingt secondes. Elena Pirrone part en poursuite. Elles sont néanmoins reprises avant le premier secteur pavé. Avant celui-ci, Lizzie Deignan accélère afin de placer ses coéquipières. Elle crée immédiatement un écart et décide de poursuivre son effort. À la sortie du secteur quinze, elle compte une minute d'avance. Les conditions provoquent une importante sélection dans le peloton qui n'a alors plus que trente-deux coureuses. En entrant sur le secteur de Mont-en-Pévèle, la Britannique a deux minutes d'avance. Derrière, Ellen van Dijk et Lotte Kopecky sont notamment distancées. À la sortie de ce secteur décisif le groupe de poursuivante est composé de : Marianne Vos, Christine Majerus, Lisa Brennauer, Audrey Cordon-Ragot, Marta Bastianelli et Aude Biannic. Des coureuses reviennent néanmoins par la suite portant la taille du groupe à dix-sept alors que Deignan continue à creuser son avance. La poursuite est menée par la SD Worx, Marta Bastianelli et Romy Kasper. Marianne Vos attaque dans le secteur de Camphin-en-Pévèle. Ellen van Dijk et Elisa Longo Borghini tente de la suivre, mais la première chute lourdement entraînant avec elle Christine Majerus. Sarah Roy et Aude Biannic chutent au même endroit par la suite. Marianne Vos est donc en poursuite derrière Deignan. Cette dernière sort du secteur de Gruson avec une minute dix-sept d'avance sur la Néerlandaise et n'est plus reprise. Elle s'impose seule devant Marianne Vos. Elisa Longo Borghini prend la troisième place.

## Classements finals

### Classement général final
| \| Classement général \| Classement général \| Classement général \| Classement général \| Classement général \| \| Coureuse \| Coureuse \| Pays \| Équipe \| Temps \| \| ------------------ \| --------------------------- \| ------------------ \| ---------------------------------- \| ------------------ \| \| 1re \| Lizzie Deignan \| Royaume-Uni \| Trek-Segafredo \| 2 h 56 min 07 s \| \| 2e \| Marianne Vos \| Pays-Bas \| Jumbo-Visma Women Team \| + 1 min 17 s \| \| 3e \| Elisa Longo Borghini \| Italie \| Trek-Segafredo \| + 1 min 47 s \| \| 4e \| Lisa Brennauer \| Allemagne \| Ceratizit-WNT Pro Cycling \| + 1 min 51 s \| \| 5e \| Marta Bastianelli \| Italie \| Alé BTC Ljubljana \| + 2 min 10 s \| \| 6e \| Emma Norsgaard \| Danemark \| Movistar Team \| + 2 min 10 s \| \| 7e \| Franziska Koch \| Allemagne \| Team DSM \| + 2 min 10 s \| \| 8e \| Audrey Cordon-Ragot \| France \| Trek-Segafredo \| + 2 min 10 s \| \| 9e \| Marta Cavalli \| Italie \| FDJ-Nouvelle Aquitaine-Futuroscope \| + 2 min 10 s \| \| 10e \| Chantal van den Broek-Blaak \| Pays-Bas \| SD Worx \| + 2 min 10 s \| |                             |             |                                    |                 |
| |                             |             |                                    |                 |
| Source : ProCyclingStats |                             |             |                                    |                 |
| Classement général |                             |             |                                    |                 |
| Coureuse | Coureuse                    | Pays        | Équipe                             | Temps           |
| 1re | Lizzie Deignan              | Royaume-Uni | Trek-Segafredo                     | 2 h 56 min 07 s |
| 2e | Marianne Vos                | Pays-Bas    | Jumbo-Visma Women Team             | + 1 min 17 s    |
| 3e | Elisa Longo Borghini        | Italie      | Trek-Segafredo                     | + 1 min 47 s    |
| 4e | Lisa Brennauer              | Allemagne   | Ceratizit-WNT Pro Cycling          | + 1 min 51 s    |
| 5e | Marta Bastianelli           | Italie      | Alé BTC Ljubljana                  | + 2 min 10 s    |
| 6e | Emma Norsgaard              | Danemark    | Movistar Team                      | + 2 min 10 s    |
| 7e | Franziska Koch              | Allemagne   | Team DSM                           | + 2 min 10 s    |
| 8e | Audrey Cordon-Ragot         | France      | Trek-Segafredo                     | + 2 min 10 s    |
| 9e | Marta Cavalli               | Italie      | FDJ-Nouvelle Aquitaine-Futuroscope | + 2 min 10 s    |
| 10e | Chantal van den Broek-Blaak | Pays-Bas    | SD Worx                            | + 2 min 10 s    |

### UCI World Tour

#### Points attribués
| Position           | 1er | 2e  | 3e  | 4e  | 5e  | 6e  | 7e  | 8e  | 9e | 10e | 11e | 12e | 13e | 14e | 15e | 16e à 20e | 21e à 30e | 31e à 40e |
| Classement général | 400 | 320 | 260 | 220 | 180 | 140 | 120 | 100 | 80 | 68  | 56  | 48  | 40  | 32  | 28  | 24        | 16        | 8         |

| Classement par points | Classement par points       | Classement par points | Classement par points              | Classement par points |
| Coureuse              | Coureuse                    | Pays                  | Équipe                             | Points                |
| --------------------- | --------------------------- | --------------------- | ---------------------------------- | --------------------- |
| 1re                   | Annemiek van Vleuten        | Pays-Bas              | Movistar Team                      | 3177 pts              |
| 2e                    | Elisa Longo Borghini        | Italie                | Trek-Segafredo                     | 2509 pts              |
| 3e                    | Marianne Vos                | Pays-Bas              | Jumbo-Visma Women Team             | 2477 pts              |
| 4e                    | Demi Vollering              | Pays-Bas              | SD Worx                            | 2067 pts              |
| 5e                    | Cecilie Uttrup Ludwig       | Danemark              | FDJ-Nouvelle Aquitaine-Futuroscope | 1692 pts              |
| 6e                    | Anna van der Breggen        | Pays-Bas              | SD Worx                            | 1640 pts              |
| 7e                    | Katarzyna Niewiadoma        | Pologne               | Canyon-SRAM Racing                 | 1463 pts              |
| 8e                    | Marlen Reusser              | Suisse                | Alé BTC Ljubljana                  | 1275 pts              |
| 9e                    | Grace Brown                 | Australie             | Team BikeExchange                  | 1066 pts              |
| 10e                   | Chantal van den Broek-Blaak | Pays-Bas              | SD Worx                            | 1001 pts              |

| Classement par points | Classement par points       | Classement par points | Classement par points              | Classement par points |
| Coureuse              | Coureuse                    | Pays                  | Équipe                             | Points                |
| --------------------- | --------------------------- | --------------------- | ---------------------------------- | --------------------- |
| 1re                   | Annemiek van Vleuten        | Pays-Bas              | Movistar Team                      | 3177 pts              |
| 2e                    | Elisa Longo Borghini        | Italie                | Trek-Segafredo                     | 2509 pts              |
| 3e                    | Marianne Vos                | Pays-Bas              | Jumbo-Visma Women Team             | 2477 pts              |
| 4e                    | Demi Vollering              | Pays-Bas              | SD Worx                            | 2067 pts              |
| 5e                    | Cecilie Uttrup Ludwig       | Danemark              | FDJ-Nouvelle Aquitaine-Futuroscope | 1692 pts              |
| 6e                    | Anna van der Breggen        | Pays-Bas              | SD Worx                            | 1640 pts              |
| 7e                    | Katarzyna Niewiadoma        | Pologne               | Canyon-SRAM Racing                 | 1463 pts              |
| 8e                    | Marlen Reusser              | Suisse                | Alé BTC Ljubljana                  | 1275 pts              |
| 9e                    | Grace Brown                 | Australie             | Team BikeExchange                  | 1066 pts              |
| 10e                   | Chantal van den Broek-Blaak | Pays-Bas              | SD Worx                            | 1001 pts              |

| Classement du meilleur jeune | Classement du meilleur jeune | Classement du meilleur jeune | Classement du meilleur jeune       | Classement du meilleur jeune |
| Coureuse                     | Coureuse                     | Pays                         | Équipe                             | Points                       |
| ---------------------------- | ---------------------------- | ---------------------------- | ---------------------------------- | ---------------------------- |
| 1re                          | Niamh Fisher-Black           | Nouvelle-Zélande             | SD Worx                            | 34 pts                       |
| 2e                           | Évita Muzic                  | France                       | FDJ-Nouvelle Aquitaine-Futuroscope | 32 pts                       |
| 3e                           | Maria Novolodskaya           | Russie                       | A.R. Monex Women's                 | 22 pts                       |
| 4e                           | Franziska Koch               | Allemagne                    | Team DSM                           | 8 pts                        |
| 5e                           | Anna Shackley                | Royaume-Uni                  | SD Worx                            | 8 pts                        |
| 6e                           | Blanka Vas                   | Hongrie                      | SD Worx                            | 6 pts                        |
| 7e                           | Pfeiffer Georgi              | Royaume-Uni                  | Team DSM                           | 6 pts                        |
| 8e                           | Sarah Gigante                | Australie                    | Tibco-Silicon Valley Bank          | 6 pts                        |
| 9e                           | Vittoria Guazzini            | Italie                       | Valcar-Travel & Service            | 6 pts                        |
| 10e                          | Emma Norsgaard               | Danemark                     | Movistar Team                      | 5 pts                        |

| Classement du meilleur jeune | Classement du meilleur jeune | Classement du meilleur jeune | Classement du meilleur jeune       | Classement du meilleur jeune |
| Coureuse                     | Coureuse                     | Pays                         | Équipe                             | Points                       |
| ---------------------------- | ---------------------------- | ---------------------------- | ---------------------------------- | ---------------------------- |
| 1re                          | Niamh Fisher-Black           | Nouvelle-Zélande             | SD Worx                            | 34 pts                       |
| 2e                           | Évita Muzic                  | France                       | FDJ-Nouvelle Aquitaine-Futuroscope | 32 pts                       |
| 3e                           | Maria Novolodskaya           | Russie                       | A.R. Monex Women's                 | 22 pts                       |
| 4e                           | Franziska Koch               | Allemagne                    | Team DSM                           | 8 pts                        |
| 5e                           | Anna Shackley                | Royaume-Uni                  | SD Worx                            | 8 pts                        |
| 6e                           | Blanka Vas                   | Hongrie                      | SD Worx                            | 6 pts                        |
| 7e                           | Pfeiffer Georgi              | Royaume-Uni                  | Team DSM                           | 6 pts                        |
| 8e                           | Sarah Gigante                | Australie                    | Tibco-Silicon Valley Bank          | 6 pts                        |
| 9e                           | Vittoria Guazzini            | Italie                       | Valcar-Travel & Service            | 6 pts                        |
| 10e                          | Emma Norsgaard               | Danemark                     | Movistar Team                      | 5 pts                        |

| Classement par équipes aux points | Classement par équipes aux points  | Classement par équipes aux points | Classement par équipes aux points |
| Équipe                            | Équipe                             | Pays                              | Points                            |
| --------------------------------- | ---------------------------------- | --------------------------------- | --------------------------------- |
| 1re                               | SD Worx                            | Pays-Bas                          | 7218 pts                          |
| 2e                                | Trek-Segafredo                     | États-Unis                        | 5057 pts                          |
| 3e                                | Movistar Team                      | Espagne                           | 4666 pts                          |
| 4e                                | FDJ-Nouvelle Aquitaine-Futuroscope | France                            | 3573 pts                          |
| 5e                                | Jumbo-Visma                        | Pays-Bas                          | 3259 pts                          |
| 6e                                | Alé BTC Ljubljana                  | Italie                            | 3180 pts                          |
| 7e                                | Liv Racing                         | Pays-Bas                          | 3063 pts                          |
| 8e                                | Canyon-SRAM Racing                 | Allemagne                         | 2829 pts                          |
| 9e                                | Team BikeExchange                  | Australie                         | 2158 pts                          |
| 10e                               | Team DSM                           | Allemagne                         | 1944 pts                          |

| Classement par équipes aux points | Classement par équipes aux points  | Classement par équipes aux points | Classement par équipes aux points |
| Équipe                            | Équipe                             | Pays                              | Points                            |
| --------------------------------- | ---------------------------------- | --------------------------------- | --------------------------------- |
| 1re                               | SD Worx                            | Pays-Bas                          | 7218 pts                          |
| 2e                                | Trek-Segafredo                     | États-Unis                        | 5057 pts                          |
| 3e                                | Movistar Team                      | Espagne                           | 4666 pts                          |
| 4e                                | FDJ-Nouvelle Aquitaine-Futuroscope | France                            | 3573 pts                          |
| 5e                                | Jumbo-Visma                        | Pays-Bas                          | 3259 pts                          |
| 6e                                | Alé BTC Ljubljana                  | Italie                            | 3180 pts                          |
| 7e                                | Liv Racing                         | Pays-Bas                          | 3063 pts                          |
| 8e                                | Canyon-SRAM Racing                 | Allemagne                         | 2829 pts                          |
| 9e                                | Team BikeExchange                  | Australie                         | 2158 pts                          |
| 10e                               | Team DSM                           | Allemagne                         | 1944 pts                          |

## Liste des participantes
| Légende | Légende                                                                    | Légende | Légende                                                    |
| ------- | -------------------------------------------------------------------------- | ------- | ---------------------------------------------------------- |
| Num     | Dossard de départ porté par le coureur sur ce Paris-Roubaix                | Pos     | Position à l'arrivée de la course                          |
|         | Indique un maillot de champion national ou mondial, suivi de sa spécialité | NP      | Indique un coureur qui n'a pas pris le départ de la course |
| AB      | Indique un coureur qui n'a pas terminé la course                           | HD      | Indique un coureur qui a terminé la course hors des délais |

| Valcar-Travel & Service VAL | Valcar-Travel & Service VAL | Valcar-Travel & Service VAL |
| --------------------------- | --------------------------- | --------------------------- |
| Num                         | Coureuse                    | Pos                         |
| 1                           | Elisa Balsamo (ITA) (route) | 57e                         |
| 2                           | Chiara Consonni (ITA)       | 30e                         |
| 3                           | Vittoria Guazzini (ITA)     | AB                          |
| 4                           | Elena Pirrone (ITA)         | AB                          |
| 5                           | Ilaria Sanguineti (ITA)     | AB                          |
| 6                           | Margaux Vigié (FRA)         | 51e                         |

| Trek-Segafredo TFS | Trek-Segafredo TFS                 | Trek-Segafredo TFS |
| ------------------ | ---------------------------------- | ------------------ |
| Num                | Coureuse                           | Pos                |
| 11                 | Ellen van Dijk (NED)               | 32e                |
| 12                 | Audrey Cordon-Ragot (FRA)          | 8e                 |
| 13                 | Lizzie Deignan (GBR)               | 1re                |
| 14                 | Lauretta Hanson (AUS)              | 52e                |
| 15                 | Elisa Longo Borghini (ITA) (route) | 3e                 |
| 16                 | Trixi Worrack (GER)                | AB                 |

| Jumbo-Visma Women Team TJV | Jumbo-Visma Women Team TJV | Jumbo-Visma Women Team TJV |
| -------------------------- | -------------------------- | -------------------------- |
| Num                        | Coureuse                   | Pos                        |
| 21                         | Marianne Vos (NED)         | 2e                         |
| 22                         | Teuntje Beekhuis (NED)     | 17e                        |
| 23                         | Anna Henderson (GBR)       | 28e                        |
| 24                         | Romy Kasper (GER)          | 18e                        |
| 25                         | Riejanne Markus (NED)      | 34e                        |
| 26                         | Jip van den Bos (NED)      | AB                         |

| SD Worx SDW | SD Worx SDW                       | SD Worx SDW |
| ----------- | --------------------------------- | ----------- |
| Num         | Coureuse                          | Pos         |
| 31          | Chantal van den Broek-Blaak (NED) | 10e         |
| 32          | Elena Cecchini (ITA)              | 25e         |
| 33          | Jolien D'Hoore (BEL)              | AB          |
| 34          | Christine Majerus (LUX) (route)   | 11e         |
| 35          | Amy Pieters (NED) (route)         | 14e         |
| 36          | Lonneke Uneken (NED)              | 53e         |

| Liv Racing LIV | Liv Racing LIV              | Liv Racing LIV |
| -------------- | --------------------------- | -------------- |
| Num            | Coureuse                    | Pos            |
| 41             | Lotte Kopecky (BEL) (route) | 15e            |
| 42             | Valerie Demey (BEL)         | 56e            |
| 43             | Alison Jackson (CAN)        | 24e            |
| 44             | Jeanne Korevaar (NED)       | AB             |
| 45             | Evy Kuijpers (NED)          | AB             |
| 46             | Sabrina Stultiens (NED)     | AB             |

| Movistar Team MOV | Movistar Team MOV                  | Movistar Team MOV |
| ----------------- | ---------------------------------- | ----------------- |
| Num               | Coureuse                           | Pos               |
| 51                | Annemiek van Vleuten (NED) (route) | AB                |
| 52                | Aude Biannic (FRA)                 | 21e               |
| 53                | Barbara Guarischi (ITA)            | 49e               |
| 54                | Sheyla Gutiérrez (ESP)             | 46e               |
| 55                | Emma Norsgaard (DEN)               | 6e                |
| 56                | Leah Thomas (USA)                  | 12e               |

| Ceratizit-WNT Pro Cycling WNT | Ceratizit-WNT Pro Cycling WNT   | Ceratizit-WNT Pro Cycling WNT |
| ----------------------------- | ------------------------------- | ----------------------------- |
| Num                           | Coureuse                        | Pos                           |
| 61                            | Lisa Brennauer (GER) (route)    | 4e                            |
| 62                            | Laura Asencio (FRA)             | AB                            |
| 63                            | Maria Giulia Confalonieri (ITA) | 22e                           |
| 64                            | Marta Lach (POL)                | 36e                           |
| 65                            | Sarah Rijkes (AUT)              | AB                            |
| 66                            | Lara Vieceli (ITA)              | AB                            |

| Canyon-SRAM Racing CSR | Canyon-SRAM Racing CSR     | Canyon-SRAM Racing CSR |
| ---------------------- | -------------------------- | ---------------------- |
| Num                    | Coureuse                   | Pos                    |
| 71                     | Katarzyna Niewiadoma (POL) | AB                     |
| 72                     | Alena Amialiusik (BLR)     | AB                     |
| 73                     | Hannah Barnes (GBR)        | 59e                    |
| 74                     | Alice Barnes (GBR)         | 26e                    |
| 75                     | Elise Chabbey (SUI)        | 50e                    |
| 76                     | Tiffany Cromwell (AUS)     | 29e                    |

| Team DSM DSM | Team DSM DSM           | Team DSM DSM |
| ------------ | ---------------------- | ------------ |
| Num          | Coureuse               | Pos          |
| 81           | Lorena Wiebes (NED)    | AB           |
| 82           | Susanne Andersen (NOR) | AB           |
| 83           | Pfeiffer Georgi (GBR)  | 58e          |
| 84           | Megan Jastrab (USA)    | AB           |
| 85           | Franziska Koch (GER)   | 7e           |
| 86           | Floortje Mackaij (NED) | 33e          |

| FDJ-Nouvelle Aquitaine-Futuroscope FDJ | FDJ-Nouvelle Aquitaine-Futuroscope FDJ | FDJ-Nouvelle Aquitaine-Futuroscope FDJ |
| -------------------------------------- | -------------------------------------- | -------------------------------------- |
| Num                                    | Coureuse                               | Pos                                    |
| 91                                     | Cecilie Uttrup Ludwig (DEN)            | 16e                                    |
| 92                                     | Marta Cavalli (ITA)                    | 9e                                     |
| 93                                     | Eugénie Duval (FRA)                    | 27e                                    |
| 94                                     | Maëlle Grossetête (FRA)                | 60e                                    |
| 95                                     | Marie Le Net (FRA)                     | 38e                                    |
| 96                                     | Jade Wiel (FRA)                        | 41e                                    |

| Alé BTC Ljubljana ALE | Alé BTC Ljubljana ALE        | Alé BTC Ljubljana ALE |
| --------------------- | ---------------------------- | --------------------- |
| Num                   | Coureuse                     | Pos                   |
| 101                   | Marta Bastianelli (ITA)      | 5e                    |
| 102                   | Marlen Reusser (SUI) (route) | AB                    |
| 103                   | Maaike Boogaard (NED)        | AB                    |
| 104                   | Eugenia Bujak (SLO) (route)  | 43e                   |
| 105                   | Tatiana Guderzo (ITA)        | AB                    |

| Team BikeExchange BEX | Team BikeExchange BEX          | Team BikeExchange BEX |
| --------------------- | ------------------------------ | --------------------- |
| Num                   | Coureuse                       | Pos                   |
| 111                   | Sarah Roy (AUS) (route)        | 23e                   |
| 112                   | Jessica Allen (AUS)            | AB                    |
| 113                   | Teniel Campbell (TTO)          | AB                    |
| 114                   | Janneke Ensing (NED)           | AB                    |
| 115                   | Georgia Williams (NZL) (route) | AB                    |

| Parkhotel Valkenburg PHV | Parkhotel Valkenburg PHV  | Parkhotel Valkenburg PHV |
| ------------------------ | ------------------------- | ------------------------ |
| Num                      | Coureuse                  | Pos                      |
| 121                      | Amber van der Hulst (NED) | 35e                      |
| 122                      | Leonie Bos (NED)          | AB                       |
| 123                      | Mischa Bredewold (NED)    | AB                       |
| 124                      | Femke Markus (NED)        | 39e                      |
| 125                      | Lieke Nooijen (NED)       | AB                       |
| 126                      | Kirstie van Haaften (NED) | AB                       |

| Tibco-Silicon Valley Bank TIB | Tibco-Silicon Valley Bank TIB | Tibco-Silicon Valley Bank TIB |
| ----------------------------- | ----------------------------- | ----------------------------- |
| Num                           | Coureuse                      | Pos                           |
| 131                           | Kristen Faulkner (USA)        | AB                            |
| 132                           | Tanja Erath (GER)             | AB                            |
| 133                           | Veronica Ewers (USA)          | AB                            |
| 134                           | Nicole Frain (AUS)            | AB                            |
| 135                           | Nina Kessler (NED)            | 44e                           |
| 136                           | Lauren Stephens (USA) (route) | AB                            |

| Arkéa Pro Cycling Team ARK | Arkéa Pro Cycling Team ARK    | Arkéa Pro Cycling Team ARK |
| -------------------------- | ----------------------------- | -------------------------- |
| Num                        | Coureuse                      | Pos                        |
| 141                        | Gladys Verhulst (FRA)         | 55e                        |
| 142                        | Pauline Allin (FRA)           | AB                         |
| 143                        | Lucie Jounier (FRA)           | 20e                        |
| 144                        | Cédrine Kerbaol (FRA)         | AB                         |
| 145                        | Marie-Morgane Le Deunff (FRA) | AB                         |
| 146                        | Greta Richioud (FRA)          | AB                         |

| Lotto Soudal Ladies LSL | Lotto Soudal Ladies LSL  | Lotto Soudal Ladies LSL |
| ----------------------- | ------------------------ | ----------------------- |
| Num                     | Coureuse                 | Pos                     |
| 151                     | Jesse Vandenbulcke (BEL) | 42e                     |
| 152                     | Danique Braam (NED)      | 40e                     |
| 153                     | Alana Castrique (BEL)    | AB                      |
| 154                     | Abby-Mae Parkinson (GBR) | 61e                     |
| 155                     | Silke Smulders (NED)     | 45e                     |
| 156                     | Elise vander Sande (BEL) | AB                      |

| NXTG Racing NXG | NXTG Racing NXG       | NXTG Racing NXG |
| --------------- | --------------------- | --------------- |
| Num             | Coureuse              | Pos             |
| 161             | Britt Knaven (BEL)    | AB              |
| 162             | Shari Bossuyt (BEL)   | 37e             |
| 163             | Mylène de Zoete (NED) | 54e             |
| 164             | Charlotte Kool (NED)  | AB              |
| 165             | Ilse Pluimers (NED)   | AB              |
| 166             | Maud Rijnbeek (NED)   | 31e             |

| Drops-Le Col DRP | Drops-Le Col DRP              | Drops-Le Col DRP |
| ---------------- | ----------------------------- | ---------------- |
| Num              | Coureuse                      | Pos              |
| 171              | Maria Martins (POR) (route)   | 19e              |
| 172              | Elizabeth Bennett (GBR)       | AB               |
| 173              | Emilie Moberg (NOR)           | AB               |
| 174              | Sara Penton (SWE)             | 47e              |
| 175              | Maike van der Duin (NED)      | AB               |
| 176              | Marjolein van 't Geloof (NED) | 13e              |

| Bepink BPK | Bepink BPK               | Bepink BPK |
| ---------- | ------------------------ | ---------- |
| Num        | Coureuse                 | Pos        |
| 181        | Camilla Alessio (ITA)    | AB         |
| 182        | Henrietta Christie (NZL) | AB         |
| 183        | Lara Crestanello (ITA)   | AB         |
| 184        | Marketa Hajkova (CZE)    | AB         |
| 185        | Nora Jenčušová (SVK)     | AB         |

| Stade Rochelais Charente-Maritime CMW | Stade Rochelais Charente-Maritime CMW | Stade Rochelais Charente-Maritime CMW |
| ------------------------------------- | ------------------------------------- | ------------------------------------- |
| Num                                   | Coureuse                              | Pos                                   |
| 191                                   | India Grangier (FRA)                  | AB                                    |
| 192                                   | Marion Colard (FRA)                   | AB                                    |
| 193                                   | Arianna Pruisscher (NED)              | AB                                    |
| 194                                   | Noemi Rüegg (SUI)                     | AB                                    |
| 195                                   | Manon Souyris (FRA)                   | AB                                    |
| 196                                   | Maëva Squiban (FRA)                   | AB                                    |

| Coop-Hitec Products HPU | Coop-Hitec Products HPU        | Coop-Hitec Products HPU |
| ----------------------- | ------------------------------ | ----------------------- |
| Num                     | Coureuse                       | Pos                     |
| 201                     | Emma Boogaard (NED)            | AB                      |
| 202                     | Mieke Kröger (GER)             | AB                      |
| 203                     | Pernille Larsen Feldmann (NOR) | AB                      |
| 204                     | Josie Nelson (GBR)             | AB                      |
| 205                     | Amalie Lutro (NOR)             | AB                      |
| 206                     | Nora Tveit (NOR)               | AB                      |

| Doltcini-Van Eyck-Proximus DVE | Doltcini-Van Eyck-Proximus DVE      | Doltcini-Van Eyck-Proximus DVE |
| ------------------------------ | ----------------------------------- | ------------------------------ |
| Num                            | Coureuse                            | Pos                            |
| 211                            | Kathrin Schweinberger (AUT) (route) | AB                             |
| 212                            | Mieke Docx (BEL)                    | AB                             |
| 213                            | Minke Bakker (NED)                  | AB                             |
| 214                            | Christina Schweinberger (AUT)       | AB                             |
| 215                            | Nicole Steigenga (NED)              | 48e                            |
| 216                            | Fien Van Eynde (BEL)                | AB                             |

| Valcar-Travel & Service VAL | Valcar-Travel & Service VAL | Valcar-Travel & Service VAL |
| --------------------------- | --------------------------- | --------------------------- |
| Num                         | Coureuse                    | Pos                         |
| 1                           | Elisa Balsamo (ITA) (route) | 57e                         |
| 2                           | Chiara Consonni (ITA)       | 30e                         |
| 3                           | Vittoria Guazzini (ITA)     | AB                          |
| 4                           | Elena Pirrone (ITA)         | AB                          |
| 5                           | Ilaria Sanguineti (ITA)     | AB                          |
| 6                           | Margaux Vigié (FRA)         | 51e                         |

| Trek-Segafredo TFS | Trek-Segafredo TFS                 | Trek-Segafredo TFS |
| ------------------ | ---------------------------------- | ------------------ |
| Num                | Coureuse                           | Pos                |
| 11                 | Ellen van Dijk (NED)               | 32e                |
| 12                 | Audrey Cordon-Ragot (FRA)          | 8e                 |
| 13                 | Lizzie Deignan (GBR)               | 1re                |
| 14                 | Lauretta Hanson (AUS)              | 52e                |
| 15                 | Elisa Longo Borghini (ITA) (route) | 3e                 |
| 16                 | Trixi Worrack (GER)                | AB                 |

| Jumbo-Visma Women Team TJV | Jumbo-Visma Women Team TJV | Jumbo-Visma Women Team TJV |
| -------------------------- | -------------------------- | -------------------------- |
| Num                        | Coureuse                   | Pos                        |
| 21                         | Marianne Vos (NED)         | 2e                         |
| 22                         | Teuntje Beekhuis (NED)     | 17e                        |
| 23                         | Anna Henderson (GBR)       | 28e                        |
| 24                         | Romy Kasper (GER)          | 18e                        |
| 25                         | Riejanne Markus (NED)      | 34e                        |
| 26                         | Jip van den Bos (NED)      | AB                         |

| SD Worx SDW | SD Worx SDW                       | SD Worx SDW |
| ----------- | --------------------------------- | ----------- |
| Num         | Coureuse                          | Pos         |
| 31          | Chantal van den Broek-Blaak (NED) | 10e         |
| 32          | Elena Cecchini (ITA)              | 25e         |
| 33          | Jolien D'Hoore (BEL)              | AB          |
| 34          | Christine Majerus (LUX) (route)   | 11e         |
| 35          | Amy Pieters (NED) (route)         | 14e         |
| 36          | Lonneke Uneken (NED)              | 53e         |

| Liv Racing LIV | Liv Racing LIV              | Liv Racing LIV |
| -------------- | --------------------------- | -------------- |
| Num            | Coureuse                    | Pos            |
| 41             | Lotte Kopecky (BEL) (route) | 15e            |
| 42             | Valerie Demey (BEL)         | 56e            |
| 43             | Alison Jackson (CAN)        | 24e            |
| 44             | Jeanne Korevaar (NED)       | AB             |
| 45             | Evy Kuijpers (NED)          | AB             |
| 46             | Sabrina Stultiens (NED)     | AB             |

| Movistar Team MOV | Movistar Team MOV                  | Movistar Team MOV |
| ----------------- | ---------------------------------- | ----------------- |
| Num               | Coureuse                           | Pos               |
| 51                | Annemiek van Vleuten (NED) (route) | AB                |
| 52                | Aude Biannic (FRA)                 | 21e               |
| 53                | Barbara Guarischi (ITA)            | 49e               |
| 54                | Sheyla Gutiérrez (ESP)             | 46e               |
| 55                | Emma Norsgaard (DEN)               | 6e                |
| 56                | Leah Thomas (USA)                  | 12e               |

| Ceratizit-WNT Pro Cycling WNT | Ceratizit-WNT Pro Cycling WNT   | Ceratizit-WNT Pro Cycling WNT |
| ----------------------------- | ------------------------------- | ----------------------------- |
| Num                           | Coureuse                        | Pos                           |
| 61                            | Lisa Brennauer (GER) (route)    | 4e                            |
| 62                            | Laura Asencio (FRA)             | AB                            |
| 63                            | Maria Giulia Confalonieri (ITA) | 22e                           |
| 64                            | Marta Lach (POL)                | 36e                           |
| 65                            | Sarah Rijkes (AUT)              | AB                            |
| 66                            | Lara Vieceli (ITA)              | AB                            |

| Canyon-SRAM Racing CSR | Canyon-SRAM Racing CSR     | Canyon-SRAM Racing CSR |
| ---------------------- | -------------------------- | ---------------------- |
| Num                    | Coureuse                   | Pos                    |
| 71                     | Katarzyna Niewiadoma (POL) | AB                     |
| 72                     | Alena Amialiusik (BLR)     | AB                     |
| 73                     | Hannah Barnes (GBR)        | 59e                    |
| 74                     | Alice Barnes (GBR)         | 26e                    |
| 75                     | Elise Chabbey (SUI)        | 50e                    |
| 76                     | Tiffany Cromwell (AUS)     | 29e                    |

| Team DSM DSM | Team DSM DSM           | Team DSM DSM |
| ------------ | ---------------------- | ------------ |
| Num          | Coureuse               | Pos          |
| 81           | Lorena Wiebes (NED)    | AB           |
| 82           | Susanne Andersen (NOR) | AB           |
| 83           | Pfeiffer Georgi (GBR)  | 58e          |
| 84           | Megan Jastrab (USA)    | AB           |
| 85           | Franziska Koch (GER)   | 7e           |
| 86           | Floortje Mackaij (NED) | 33e          |

| FDJ-Nouvelle Aquitaine-Futuroscope FDJ | FDJ-Nouvelle Aquitaine-Futuroscope FDJ | FDJ-Nouvelle Aquitaine-Futuroscope FDJ |
| -------------------------------------- | -------------------------------------- | -------------------------------------- |
| Num                                    | Coureuse                               | Pos                                    |
| 91                                     | Cecilie Uttrup Ludwig (DEN)            | 16e                                    |
| 92                                     | Marta Cavalli (ITA)                    | 9e                                     |
| 93                                     | Eugénie Duval (FRA)                    | 27e                                    |
| 94                                     | Maëlle Grossetête (FRA)                | 60e                                    |
| 95                                     | Marie Le Net (FRA)                     | 38e                                    |
| 96                                     | Jade Wiel (FRA)                        | 41e                                    |

| Alé BTC Ljubljana ALE | Alé BTC Ljubljana ALE        | Alé BTC Ljubljana ALE |
| --------------------- | ---------------------------- | --------------------- |
| Num                   | Coureuse                     | Pos                   |
| 101                   | Marta Bastianelli (ITA)      | 5e                    |
| 102                   | Marlen Reusser (SUI) (route) | AB                    |
| 103                   | Maaike Boogaard (NED)        | AB                    |
| 104                   | Eugenia Bujak (SLO) (route)  | 43e                   |
| 105                   | Tatiana Guderzo (ITA)        | AB                    |

| Team BikeExchange BEX | Team BikeExchange BEX          | Team BikeExchange BEX |
| --------------------- | ------------------------------ | --------------------- |
| Num                   | Coureuse                       | Pos                   |
| 111                   | Sarah Roy (AUS) (route)        | 23e                   |
| 112                   | Jessica Allen (AUS)            | AB                    |
| 113                   | Teniel Campbell (TTO)          | AB                    |
| 114                   | Janneke Ensing (NED)           | AB                    |
| 115                   | Georgia Williams (NZL) (route) | AB                    |

| Parkhotel Valkenburg PHV | Parkhotel Valkenburg PHV  | Parkhotel Valkenburg PHV |
| ------------------------ | ------------------------- | ------------------------ |
| Num                      | Coureuse                  | Pos                      |
| 121                      | Amber van der Hulst (NED) | 35e                      |
| 122                      | Leonie Bos (NED)          | AB                       |
| 123                      | Mischa Bredewold (NED)    | AB                       |
| 124                      | Femke Markus (NED)        | 39e                      |
| 125                      | Lieke Nooijen (NED)       | AB                       |
| 126                      | Kirstie van Haaften (NED) | AB                       |

| Tibco-Silicon Valley Bank TIB | Tibco-Silicon Valley Bank TIB | Tibco-Silicon Valley Bank TIB |
| ----------------------------- | ----------------------------- | ----------------------------- |
| Num                           | Coureuse                      | Pos                           |
| 131                           | Kristen Faulkner (USA)        | AB                            |
| 132                           | Tanja Erath (GER)             | AB                            |
| 133                           | Veronica Ewers (USA)          | AB                            |
| 134                           | Nicole Frain (AUS)            | AB                            |
| 135                           | Nina Kessler (NED)            | 44e                           |
| 136                           | Lauren Stephens (USA) (route) | AB                            |

| Arkéa Pro Cycling Team ARK | Arkéa Pro Cycling Team ARK    | Arkéa Pro Cycling Team ARK |
| -------------------------- | ----------------------------- | -------------------------- |
| Num                        | Coureuse                      | Pos                        |
| 141                        | Gladys Verhulst (FRA)         | 55e                        |
| 142                        | Pauline Allin (FRA)           | AB                         |
| 143                        | Lucie Jounier (FRA)           | 20e                        |
| 144                        | Cédrine Kerbaol (FRA)         | AB                         |
| 145                        | Marie-Morgane Le Deunff (FRA) | AB                         |
| 146                        | Greta Richioud (FRA)          | AB                         |

| Lotto Soudal Ladies LSL | Lotto Soudal Ladies LSL  | Lotto Soudal Ladies LSL |
| ----------------------- | ------------------------ | ----------------------- |
| Num                     | Coureuse                 | Pos                     |
| 151                     | Jesse Vandenbulcke (BEL) | 42e                     |
| 152                     | Danique Braam (NED)      | 40e                     |
| 153                     | Alana Castrique (BEL)    | AB                      |
| 154                     | Abby-Mae Parkinson (GBR) | 61e                     |
| 155                     | Silke Smulders (NED)     | 45e                     |
| 156                     | Elise vander Sande (BEL) | AB                      |

| NXTG Racing NXG | NXTG Racing NXG       | NXTG Racing NXG |
| --------------- | --------------------- | --------------- |
| Num             | Coureuse              | Pos             |
| 161             | Britt Knaven (BEL)    | AB              |
| 162             | Shari Bossuyt (BEL)   | 37e             |
| 163             | Mylène de Zoete (NED) | 54e             |
| 164             | Charlotte Kool (NED)  | AB              |
| 165             | Ilse Pluimers (NED)   | AB              |
| 166             | Maud Rijnbeek (NED)   | 31e             |

| Drops-Le Col DRP | Drops-Le Col DRP              | Drops-Le Col DRP |
| ---------------- | ----------------------------- | ---------------- |
| Num              | Coureuse                      | Pos              |
| 171              | Maria Martins (POR) (route)   | 19e              |
| 172              | Elizabeth Bennett (GBR)       | AB               |
| 173              | Emilie Moberg (NOR)           | AB               |
| 174              | Sara Penton (SWE)             | 47e              |
| 175              | Maike van der Duin (NED)      | AB               |
| 176              | Marjolein van 't Geloof (NED) | 13e              |

| Bepink BPK | Bepink BPK               | Bepink BPK |
| ---------- | ------------------------ | ---------- |
| Num        | Coureuse                 | Pos        |
| 181        | Camilla Alessio (ITA)    | AB         |
| 182        | Henrietta Christie (NZL) | AB         |
| 183        | Lara Crestanello (ITA)   | AB         |
| 184        | Marketa Hajkova (CZE)    | AB         |
| 185        | Nora Jenčušová (SVK)     | AB         |

| Stade Rochelais Charente-Maritime CMW | Stade Rochelais Charente-Maritime CMW | Stade Rochelais Charente-Maritime CMW |
| ------------------------------------- | ------------------------------------- | ------------------------------------- |
| Num                                   | Coureuse                              | Pos                                   |
| 191                                   | India Grangier (FRA)                  | AB                                    |
| 192                                   | Marion Colard (FRA)                   | AB                                    |
| 193                                   | Arianna Pruisscher (NED)              | AB                                    |
| 194                                   | Noemi Rüegg (SUI)                     | AB                                    |
| 195                                   | Manon Souyris (FRA)                   | AB                                    |
| 196                                   | Maëva Squiban (FRA)                   | AB                                    |

| Coop-Hitec Products HPU | Coop-Hitec Products HPU        | Coop-Hitec Products HPU |
| ----------------------- | ------------------------------ | ----------------------- |
| Num                     | Coureuse                       | Pos                     |
| 201                     | Emma Boogaard (NED)            | AB                      |
| 202                     | Mieke Kröger (GER)             | AB                      |
| 203                     | Pernille Larsen Feldmann (NOR) | AB                      |
| 204                     | Josie Nelson (GBR)             | AB                      |
| 205                     | Amalie Lutro (NOR)             | AB                      |
| 206                     | Nora Tveit (NOR)               | AB                      |

| Doltcini-Van Eyck-Proximus DVE | Doltcini-Van Eyck-Proximus DVE      | Doltcini-Van Eyck-Proximus DVE |
| ------------------------------ | ----------------------------------- | ------------------------------ |
| Num                            | Coureuse                            | Pos                            |
| 211                            | Kathrin Schweinberger (AUT) (route) | AB                             |
| 212                            | Mieke Docx (BEL)                    | AB                             |
| 213                            | Minke Bakker (NED)                  | AB                             |
| 214                            | Christina Schweinberger (AUT)       | AB                             |
| 215                            | Nicole Steigenga (NED)              | 48e                            |
| 216                            | Fien Van Eynde (BEL)                | AB                             |

## Primes
Les primes suivantes sont accordées :
| Position | 1er     | 2e      | 3e    | 4e    | 5e    | 6e    | 7e    | 8e    | 9e    | 10e   |
| Prix     | 1 535 € | 1 135 € | 760 € | 460 € | 385 € | 335 € | 305 € | 265 € | 225 € | 200 € |

Le montant de ces primes entraîne une polémique du fait de leur différence en comparaison de celles perçues par les hommes, presque vingt fois plus importantes. Le total des dotations est de 7 005 € pour les femmes contre 91 000 € pour les hommes, ce qui fait notamment réagir Marion Clignet, présidente de l’Association française des coureures cyclistes, qui déclare : « Ce n’est clairement pas normal [...] On dirait des prix de kermesse ». L'organisateur de la course compte sur la présence future de nouveaux sponsors pour résorber cet écart.